# Райкович, Слободан
Слобода́н Ра́йкович (серб. Слободан Рајковић; род. 3 февраля 1989, Белград) — сербский футболист, защитник. Выступал за сборную Сербии.

## Клубная карьера
Слободан Райкович — воспитанник футбольного клуба ОФК из Белграда. В основной команде клуба дебютировал в 15 лет.
В ноябре 2005 года талантливого высокого защитника приобрёл английский «Челси» за 5 млн евро, этот трансфер на тот момент стал рекордным в мире по сумме, уплаченной за игрока не достигшего восемнадцатилетнего возраста. Согласно подписанному контракту Райкович должен был остаться в ОФК ещё на один сезон, но уже на правах аренды.
В 2007 году Слободан вновь был отдан в аренду, на этот раз нидерландскому ПСВ из Эйндховена. Дебют Райковича состоялся 19 августа 2007 года в матче чемпионата Нидерландов против «Хераклеса», завершившемся победой ПСВ со счётом 2:0. В той игре Слободан вышел на замену вместо Аруны Коне на 87-й минуте. В чемпионате Райкович редко выходил в основном составе ПСВ, но стал чемпионом Нидерландов.
После окончания аренды Райкович на правах аренды перешёл в клуб «Твенте». За «Твенте» Слободан дебютировал в чемпионате 17 февраля 2009 года в матче против «Витесса», завершившемся домашней победой «Твенте» со счётом 2:1. В дебютном сезоне за клуб Райкович сыграл в чемпионате 13 матчей и забил 1 гол. В середине июня «Твенте» продлили аренду Райковича до 2010 года.
Вернувшись в «Челси», Райкович не смог получить разрешение на работу в Англии и выступать за лондонский клуб. 24 августа 2011 года на официальном сайте «Челси» было объявлено о переходе Райковича в «Гамбург». Контракт был рассчитан на четыре года. Райкович стал пятым игроком, который перебрался к «динозаврам» со «Стэмфорд Бридж» летом 2011 года. 30 октября 2011 года в игре 11-го тура чемпионата Германии против «Кайзерслаутерна» в попытке догнать мяч у боковой линии и оттеснить игрока команды противника нанёс ему удар локтем в лицо, после чего был наказан красной карточкой. Отбыв дисквалификацию, Райкович вернулся на поле, но после серии неудачных матчей был отправлен в запас. Его игра по ходу сезона не раз подвергалась обструкции со стороны болельщиков и специалистов. В августе появилась информация, что «Аякс» и «Лацио» заинтересованы в приобретении сербского защитника. Перед самым закрытием летнего трансферного окна донецкий «Металлург» обратился к «Гамбургу» с предложением аренды Райковича. Но футболист отказался от варианта с «Металлургом», мотивируя это тем, что устал от аренд. Свой первый матч в сезоне 2012/13 сыграл лишь в январе, выйдя в стартовом составе против «Боруссии», но уже во втором матче с «Вердером» получил травму и выбыл до конца сезона. В июне 2014 года «Гамбург» официально объявил, что контракт с Райковичем не будет продлён.
В июле этого же года появилась информация о том, что сербский защитник может перейти в греческий ПАОК, однако трансфер не состоялся. Осенью бывший главный тренер «Рубина» Ринат Билялетдинов рассказал, что был заинтересован в приглашении Райковича в казанский клуб, но руководство команды сказало, что этот футболист не нужен. 29 сентября 2015 года подписал контракт с «Дармштадт 98».
Летом 2016 года стал игроком «Палермо». О сроке контракта и сумме трансфера не сообщается. После завершения сезона 2018/19 «Палермо» из-за финансовых нарушений был исключён из Серии B и переведён в любительскую Серию D. Все игроки команды, включая Райковича, получили статусы свободных агентов.
В августе 2020 года в статусе свободного агента перешёл в московский «Локомотив».

## Карьера в сборной
Слободан выступал за сборные Сербии нескольких возрастов, в составе молодёжной сборной Сербии Райкович дебютировал в матче против сборной Кот-д’Ивуара.

## Скандалы
В 2008 году Райкович в составе олимпийской сборной Сербии отправился на Олимпийские игры в Пекин. В последнем групповом матче против сборной Аргентины сербам необходимо было побеждать аргентинцев. Но будущему победителю олимпийских игр они не смогли ничего противопоставить. Сербия проиграла со счётом 2:0. Райкович был настолько разочарован, что после финального свистка плюнул в главного судью матча Абдукара аль-Хиляли из Омана. За этот плевок Райкович 3 сентября 2008 года был дисквалифицирован ФИФА на 12 месяцев, ему было запрещено выступать за свой клуб «Твенте» и национальную сборную Сербии.
В июле 2012 года на клубной базе ганзейцев в Нордерштедте произошла драка с участием Райковича и Сон Хын Мина. Все началось с того, что кореец упустил несколько великолепных возможностей для взятия ворот, после чего Райкович высказал форварду недовольство реализацией моментов. После очередного промаха корейца между Соном и Райковичем разгорелась ссора. Разгневанный серб нанёс корейцу мощнейший удар кулаком, но Сон увернулся от руки Райковича и удар кулака принял стоявший позади корейца Толгай Арслан, который от шока упал на землю. Сон нанёс промахнувшемуся Райковичу ответный удар, сначала кулаком, а затем ногой. На место конфликта поспели одноклубники и развели участников драки по сторонам. Торстен Финк прогнал с тренировки провинившихся. После разбора полетов тренер принял решение перевести Райковича в молодёжный состав, а Сона — оштрафовать. Спустя несколько дней главный тренер сделал заявление: «Райкович в команду больше не вернется и на сбор в Южную Корею не поедет. Серб выставлен на трансфер». Ответ Райковича был не менее жёстким: «Наш тренер — лжец и лицемер! К сожалению, мою точку зрения разделяют и другие игроки, но в отличие от них, я здесь оставаться не собираюсь, — откровенничал серб, — Финк просто хочет избавиться от меня, а тут подвернулся отличный повод. Он мог сказать мне лично, что в наступающем сезоне на меня не рассчитывает, а вместо этого устроил скандал в прессе. Знаете, в приватной беседе я спросил Финка: „Может я просто не нравлюсь Вам?“ И он ответил, что это так».

## Стиль игры
Райкович считается жёстким защитником. Порой выполняя довольно грязные приёмы, которые караются дисциплинарными штрафами. Обладает первым пасом и хорошей игрой «на втором этаже».

## Личная жизнь
Встречался с сербской поп-певицей Светланой Ражнатович, вдовой командира Желько Ражнатовича «Аркана».

## Достижения
ПСВ
- Чемпион Эредивизе: 2007/08

«Твенте»
- Чемпион Эредивизе: 2009/10